# Blanfla
Blanfla est une localité du centre-ouest de la Côte d'Ivoire, et appartenant au département de Bouaflé, dans la région de la Marahoué.
La localité de Blanfla est un chef-lieu de commune.